# Бангладеш на літніх Олімпійських іграх 2004
Бангладеш брав участь у Літніх Олімпійських іграх 2004 року в Афінах (Греція) вшосте. Жодної медалі не завоював. Збірну країни представляли 3 чоловіки та 1 жінка.